# Chagar Bazar

Chagar Bazar et les principaux sites de la région du Khabur.

Chagar Bazar (arabe تل شاغربازار) est un site archéologique de Syrie du nord-ouest, situé dans le bassin du Khabur, sur un affluent de ce dernier, le Wadi Dara, à une trentaine de kilomètres au nord de Hassaké. Il est occupé de la fin du Néolithique, durant la période de Halaf, jusqu'à l'âge du Bronze récent à la fin du IIe millénaire av. J.-C.

## Fouilles
Le site est fouillé une première fois par une équipe britannique dirigée par Max Mallowan, durant trois campagnes de 1935 à 1937, marquées notamment par un sondage, le Prehistoric Pit, couvrant toute la période d'occupation du site, et la mise au jour de bâtiments du IIe millénaire av. J.-C. au centre du site.
La seconde série de campagnes de fouilles sur le site a lieu entre 1999 et 2002, menée conjointement par une équipe britannique de la British School of Archaeology in Irak dirigée par Augusta McMahon, une équipe belge de l'Université de Liège dirigée par Önhan Tunca, et une équipe syrienne de la Direction générale des Antiquités et des Musées, conduite par Abdul-Massih Bagdo, avec pour projet d'avoir une meilleure compréhension de l'occupation du site sur le long terme, notamment ses phases d'essor et d'abandon.

## Historique

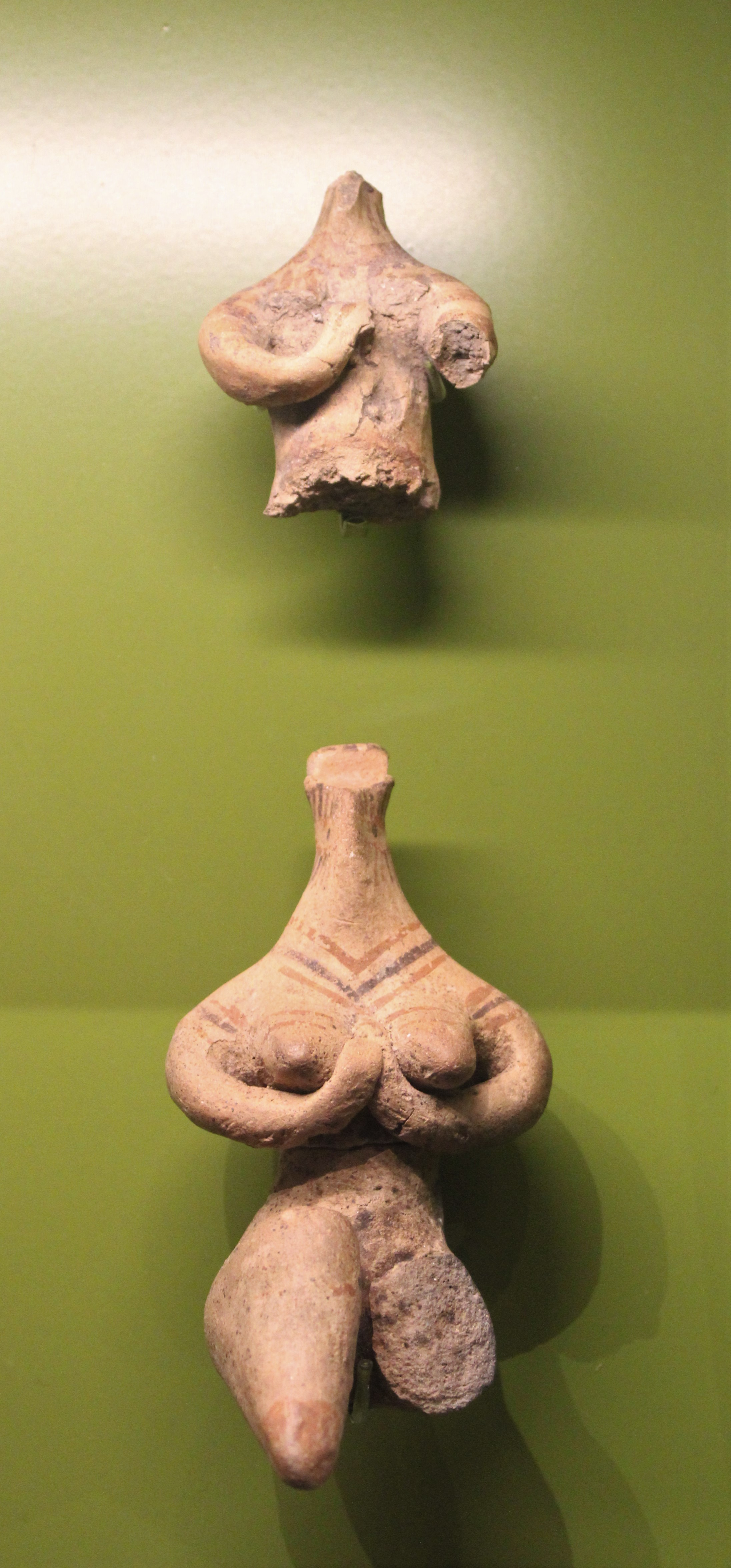
Figurines féminines de la période de Halaf. Ashmolean Museum.

La plus ancienne phase d'occupation du site est durant l'époque de Halaf, couvrant tout le VIe millénaire av. J.-C., et le site était alors sans doute un centre de production de la céramique peinte de la période, qui a été retrouvée sur place, de même que d'autres objets caractéristiques de la culture de l'époque comme les figurines de femmes nues associées à la fertilité.
Le site est sans doute occupé durant le Chalcolithique tardif (la « période d'Uruk du Nord ») au début du IVe millénaire av. J.-C.). Puis il est abandonné et réoccupé au début du IIIe millénaire av. J.-C., durant une phase correspondant au Ninivite V de la Haute Mésopotamie orientale, pour lequel il a livré de la poterie peinte. Pour la fin du IIIe millénaire av. J.-C. sont attestées une phase d'occupation contemporaine de l'empire d'Akkad puis une phase dite « post-akkadienne » marquée par la présence d'un important bâtiment dans le chantier D (phase II, en gros le dernier siècle du IIIe millénaire av. J.-C.).
Le site a présenté une occupation importante pour l'âge du Bronze moyen, correspondant à la période paléo-babylonienne des historiens (v. 2004-1595 av. J.-C.). Il faut vraisemblablement l'identifier avec la cité d'Ashnakkum apparaissant dans les archives de Mari datées de la première moitié du XVIIIe siècle av. J.-C. Une construction importante, peut-être de type palatial, a été partiellement fouillée, et a livré des tablettes administratives cunéiformes, 113 mises au jour durant les fouilles de Mallowan, et plus de 200 lors de la seconde série de fouilles. Ces dernières comprennent notamment des archives administratives d'un bureau gérant les stocks de bière de l'institution. La ville est alors sous le contrôle de Samsi-Addu d'Ekallatum, dirigeant du « Royaume de Haute-Mésopotamie », et dirigée par un personnage nommé Sîn-iqîsham. La culture matérielle est notamment marquée par la présence de « céramique du Khabur » caractéristique de la période.
Le site est définitivement abandonné vers le milieu du IIe millénaire av. J.-C.

## Poteries

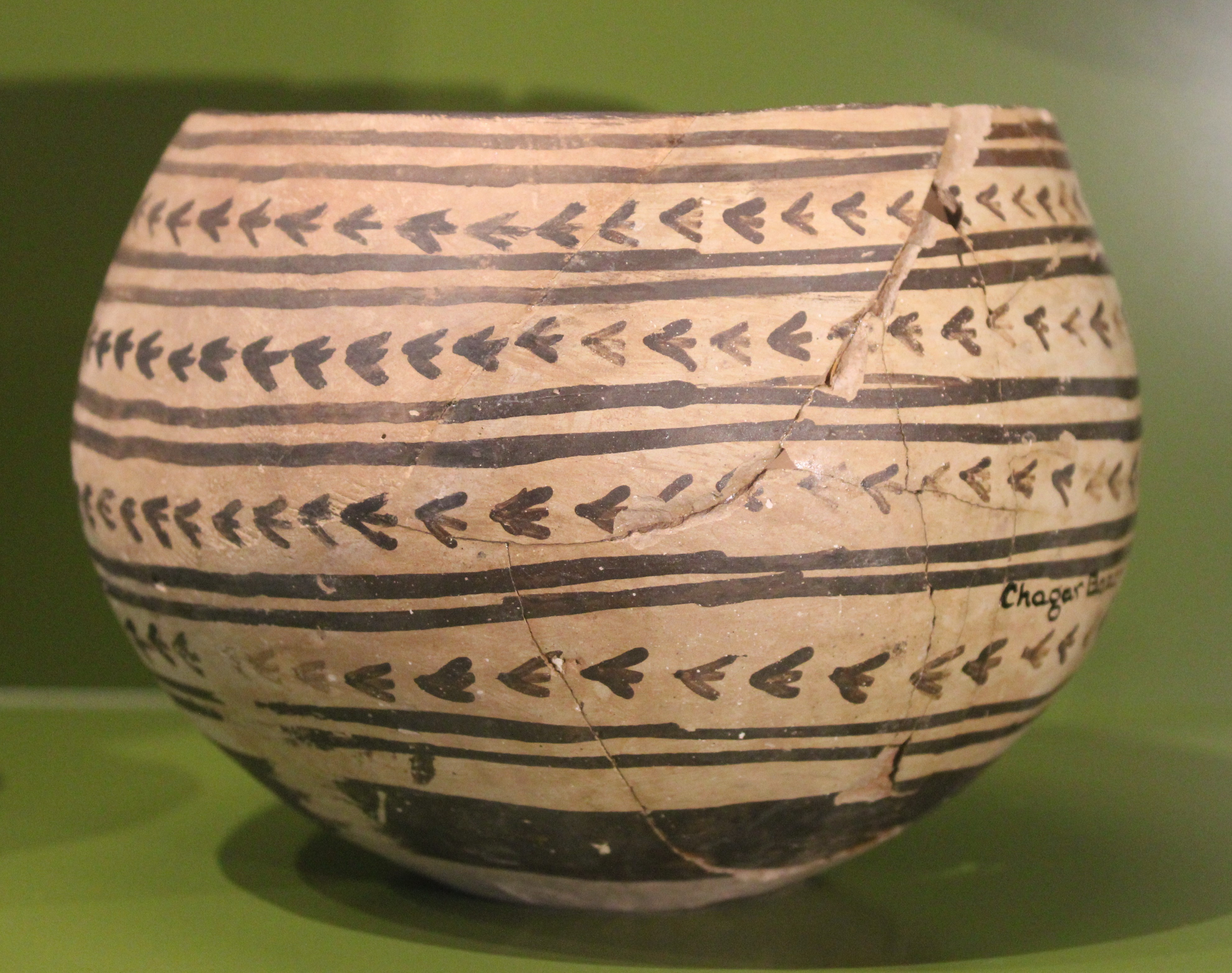
Bol à décor peint, Halaf (v. 6000-5000 av. J.-C.). Ashmolean Museum.
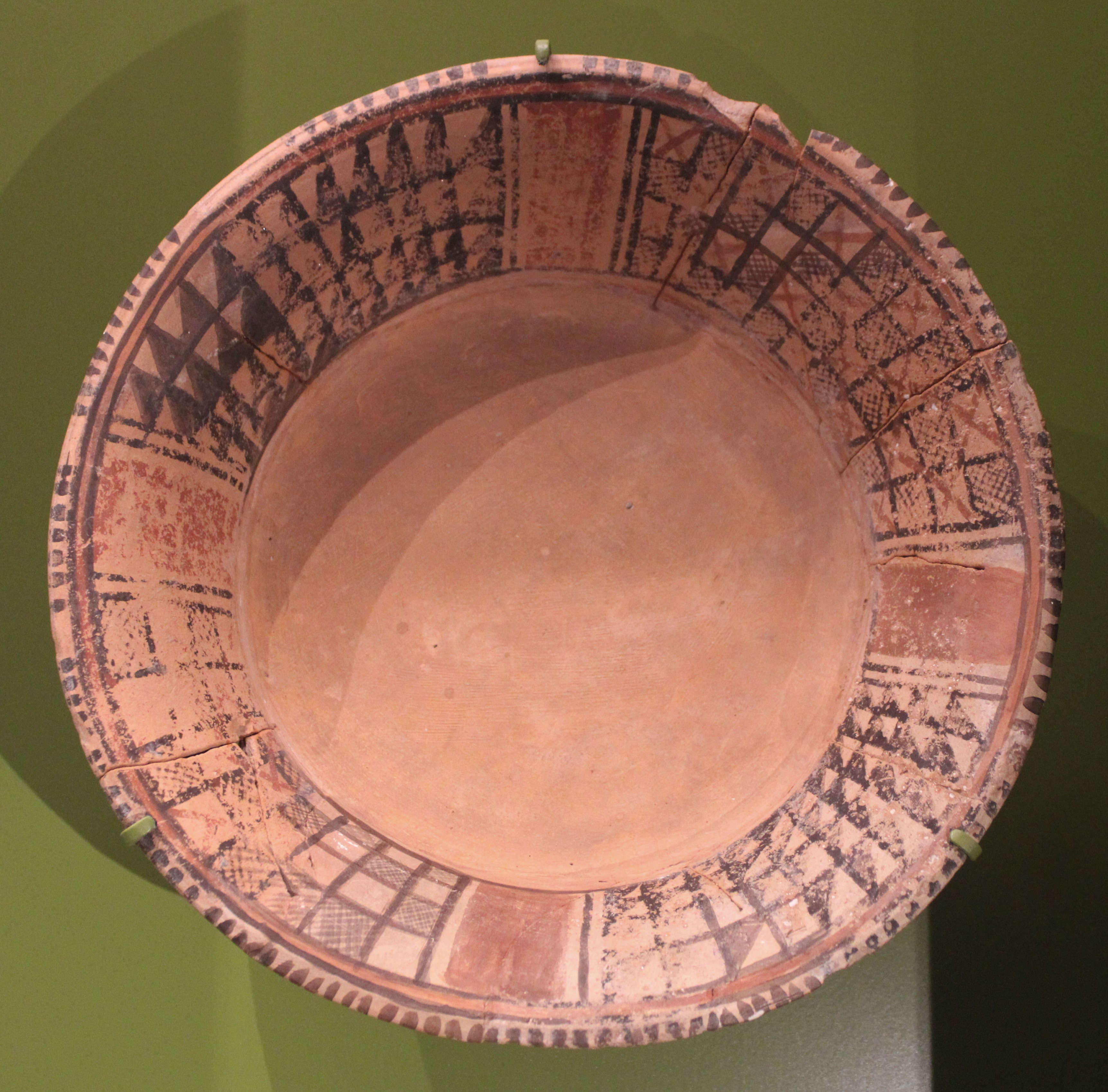
Bol à décor peint, Halaf (v. 6000-5000 av. J.-C.). Ashmolean Museum.
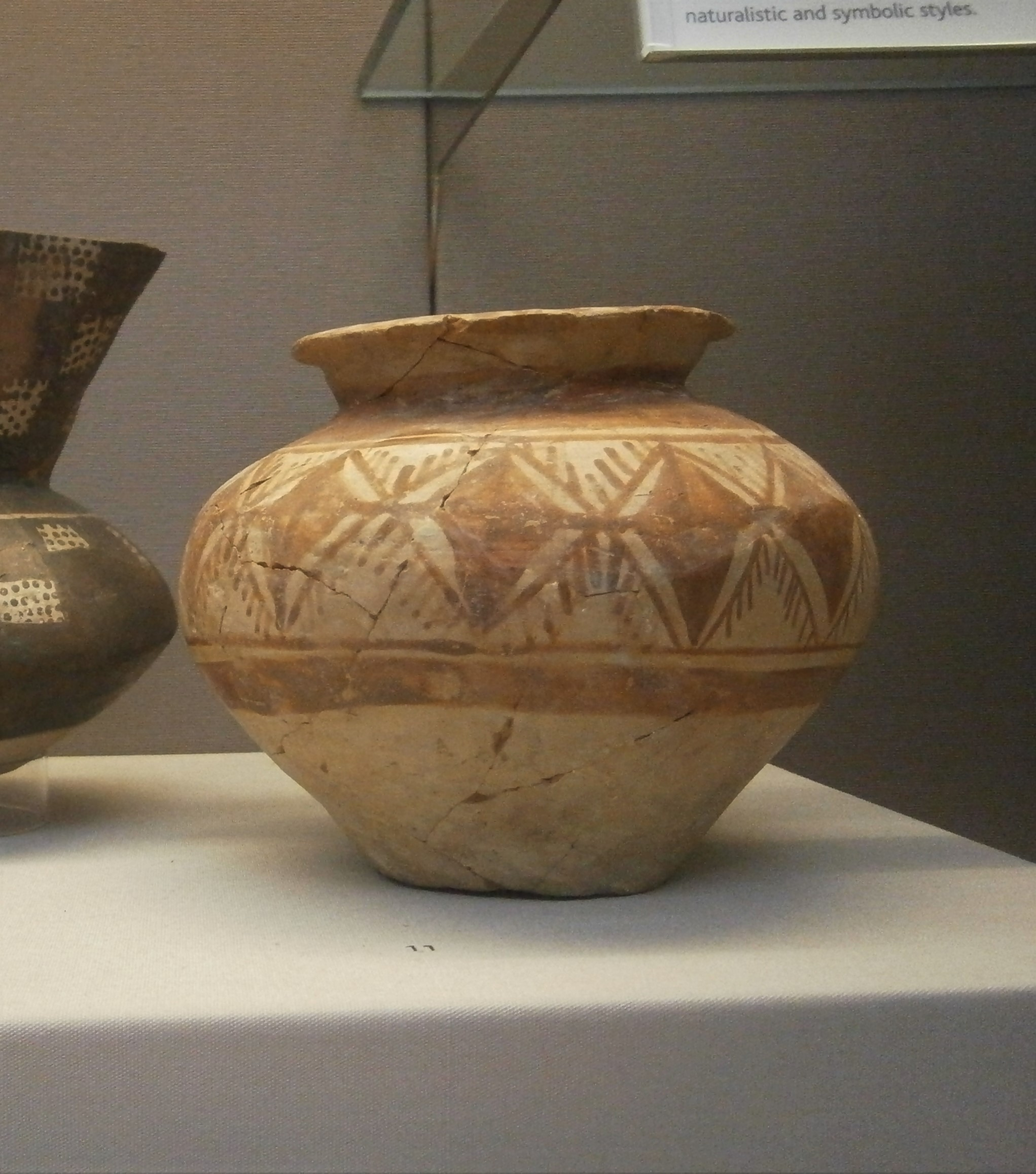
Jarre à décor peint, Halaf récent (v. 5600-5200 av. J.-C.).  British Museum.
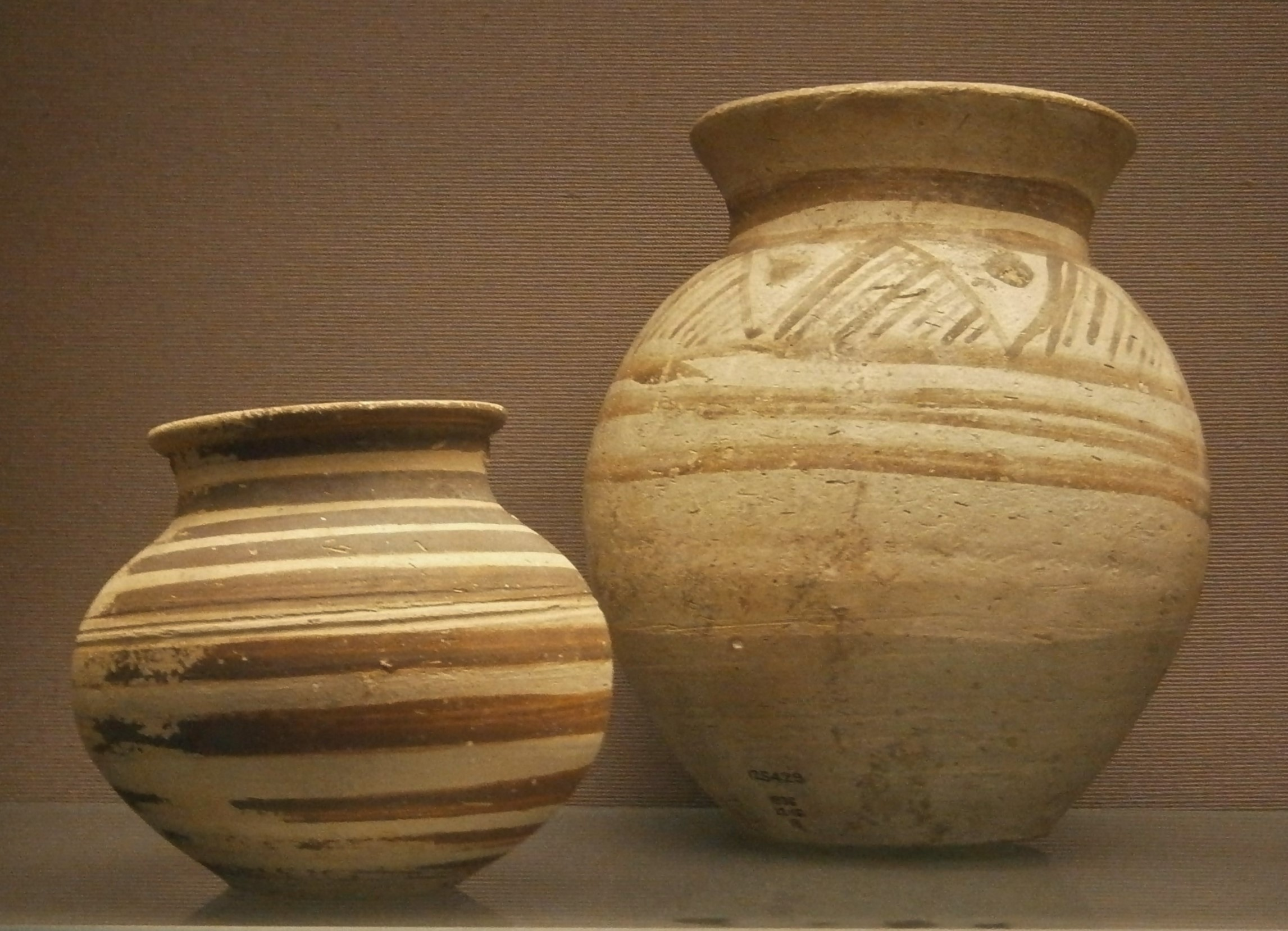
Céramique du Khabur (première moitié du IIe millénaire av. J.-C.). British Museum.
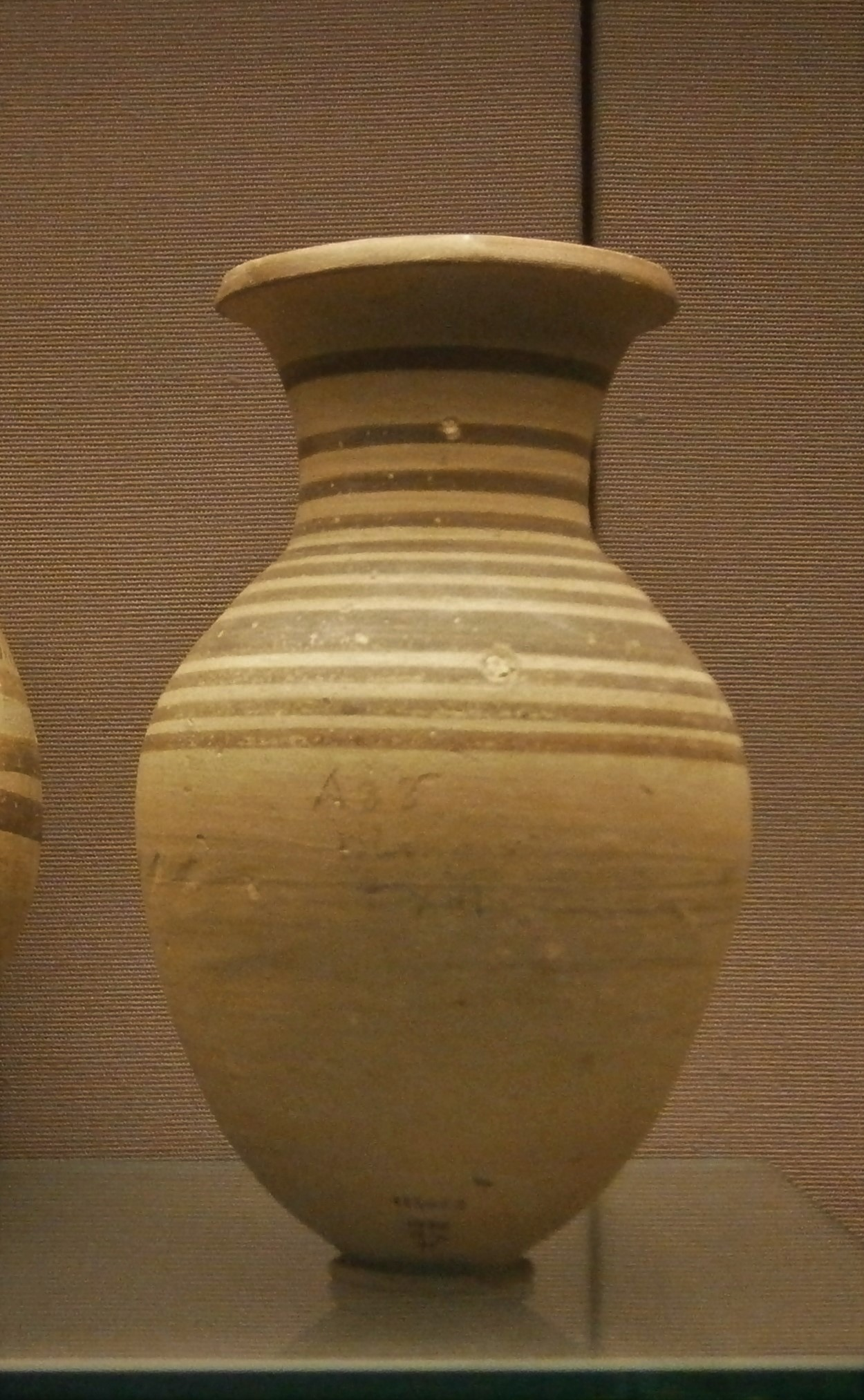
Céramique du Khabur (première moitié du IIe millénaire av. J.-C.). British Museum.